# Набиев, Иззет Ахмед оглы
Иззет Ахмед оглы Набиев (İzzət Nəbiyev) (1923—1993) — советский и азербайджанский учёный в области автоматики для нефтяной промышленности, доктор технических наук, профессор, лауреат Государственной премии СССР 1969 года. Его именем названа улица в Баку.
Родился в г. Шеки в 1923 году. Внук Рашид-бека Эфендиева (1863—1942) — азербайджанского педагога, писателя и этнографа.
Учился в средней школе № 132 города Баку, после её окончания в 1940 году поступил в Азербайджанский институт нефти и химии.
В 1941—1945 гг. служил в РККА, в 1941—1942 годах курсант Военной школы авиамехаников, в 1942—1945 годах сержант-механик Кировабадской авиационной лётной школы пилотов имени Хользунова.
Окончил Азербайджанский институт нефти и химии (1949), работал инженером-ремонтником в тресте «Сталиннефть» Азнефти. В 1951—1954 гг. аспирант Московского энергетического института.
После защиты кандидатской диссертации (1954) преподавал и вёл научную деятельность в Азербайджанском институте нефти и химии на кафедре автоматизации электрических измерений и установок, с 1956 г. доцент. В 1963—1970 годах — доцент, в 1970—1991 гг. зав. кафедрой, с 1991 г. профессор кафедры автоматики, телемеханики и электроники.
С 1957 года по совместительству работал в Сумгаитском научно-исследовательском и проектном институте «Нефтехимия-автомат».
В 1972 году защитил докторскую диссертацию:
- Дискретные информационно-измерительные устройства для нефтяной промышленности : диссертация … доктора технических наук : 05.00.00. — Баку, 1971. — 335 с. : ил.

В 1977 году присвоено звание профессора.
Автор учебников по телемеханике на азербайджанском и русском языках, 9 монографий, около 200 статей, 45 изобретений, 6 учебных пособий. Был научным руководителем 5 докторов наук, более 50 кандидатов наук.
Лауреат Государственной премии СССР 1969 года (в составе коллектива) — за создание и широкое внедрение ситстем и комплекса средств для автоматизации нефтяных промыслов Азербайджана.
Заслуженный деятель науки и техники Азербайджанской ССР (1981). Награждён медалями «За победу над Германией в Великой Отечественной войне 1941—1945 гг.» (1946) и «Ветеран труда» (1984), нагрудным знаком «Изобретатель СССР», медалями ВДНХ — серебряной (1969), большой серебряной (1961) и двумя бронзовыми (1963, 1982).
Сочинения:
- А. А. Абдуллаев, А. А. Джавадов, А. А. Левин, И. А. Набиев. Телемеханические комплексы для нефтяной промышленности]. — Москва: Недра, 1982. — 200 с.
- Дискретные средства преобразования и сбора измерительной информации [Текст] / [А. А. Абдуллаев, И.А Набиев, М. Ш. Гусейнов, Д. Г. Исаев]. — М. : Машиностроение, 1982.
- Набиев И. А. Дискретные информационно — измерительные устройства для нефтяной промышленности . (253) . Баку , 1972. 47 с .